# Iglozub
Iglozub (lat. Chauliodus sloani) ili iglozub strašni je riba iz porodice Stomiidae. Ponegdje je zovu i morska guja. Ova riba, strašnog izgleda je stanovnik velikih dubina, naime, živi na dubinama između 200 i 4700 metara iako je se najčešće može naći na područjima između 500 i 1000 m. Iglozub je lako prepoznatljiv po velikim ustima i enormnim oštrim zubima, koji su toliko dugi da ne mogu stati unutar usta, već se nalaze ispred njih. Tijelo je duguljasto, srebrenkaste boje, a po tijelu ima veliki broj fotofora, koje luče svjetlo. Lučenje svjetla privlači manje ribe kojima se iglozub hrani. Noću ga se može pronaći na manjim dubinama, a danju dublje, prati ponašanje manje ribe, t.j. svoje hrane. Naraste do 35 cm.

## Napomena
Premda se na mnogo mjesta (neka i vrlo ozbiljna) može naći da je iglozub otrovan, te da ga treba izbjegavati, to nije točno, dapače, osim svojih zuba i izgleda, iglozub je za ljude bezopasan.

## Rasprostranjenost
Iglozub je riba dubokog mora, te je stoga ili vrlo rijedak u obalnim morima ili ga tamo nema. Obitava u toplijim dijelovima srednjeg Atlantika, u sjevernom dijelu Indijskog oceana, te u istočnom dijelu Pacifika, sjeverno od ekvatora. Može se pronaći i u Mediteranu, te Južnom i Istočnom kineskom moru.

## Poveznice
|  | Zajednički poslužitelj ima još gradiva o temi Iglozub |
|  | Wikivrste imaju podatke o taksonu Iglozub             |